# Hans Martin Sutermeister
Hans Martin Sutermeister (Schlossrued, 29 settembre 1907 – Basilea, 4 maggio 1977) è stato un medico, scrittore e politico svizzero.

## Biografia
Sutermeister ha studiato medicina a Basilea (Università di Basilea), Dr. nel 1941. Tra il 1942 e il 1955 ha pubblicato 150 articoli: sulla storia della medicina, sulla psicosomatica e sulla psicologia della musica. Fino al 1955 presenta tre tese presso l'Università di Berna (Über die Wandlungen in der Auffassung des Krankheitsgeschehens, Psychosomatik des Lachens und Weinens e Schiller als Arzt), ma senza successo.
È stato eletto al Gran Consiglio del Canton Berna l'8 maggio 1966 come membro del Anello degli Indipendenti. Coinvolto negli studi forensi del caso di Pierre Jaccoud, nel 1976 ha pubblicato Summa Iniuria, il suo pamphlet di 800 pagine su errori giudiziari. Nel 4 maggio 1977 è morto inaspettatamente a casa. Corrispondenza e scritti vari sono nella Biblioteca della Borghesia di Berna.
Nel 2011, la Biblioteca Nazionale Svizzera ha pubblicato le tre opere più importanti di Sutermeister: Summa Iniuria, Grundbegriffe der Psychologie von heute e la novella autobiografica Zwischen zwei Welten.